# Carlos Fernandes (tenista)
Carlos Fernandes, também conhecido como Lelé Fernandes  (São Paulo, 6 de fevereiro de 1938) foi um tenista brasileiro. Era afiliado ao Club Athletico Paulistano.
Filho de imigrantes portugueses, saiu de casa aos 13 anos para dar aulas de tênis.
Defendeu as cores brasileiras na Copa Davis nas competições entre 1957 a 1962 e ganhou o Torneio de Wimbledon na categoria juniores.
Conquistou a medalha de ouro nos Jogos Pan-Americanos de 1963, em São Paulo.